# エアロベース
有限会社エアロベースとはエッチングを主体とした飛行機やエッフェル塔等の建築物の模型を供給する和歌山県の企業である。

## 概要
創業者の岩見慎一は模型作り好きが高じて、1986年に総合模型メーカータミヤに入社する。社内では見本用のモデル製作を担当していたが、誰でも楽しめる模型作りを目指し、1995年に退社。翌年、地元和歌山に戻り、模型メーカー「エアロベース」を創業した。
同社では、模型作りに慣れていない人でも楽しめる敷居の低さと、クオリティの高さの両立を目指し、飛行機や建築物の模型キット製造を行なっている。2017年には海外進出を果たし、フランス・ルーブル美術館の地下ショッピングモールの雑貨店にも商品を卸すことになった。
代表的商品は飛行機の金造製模型キット「グラフ・ツェッペリンLZ-127号」「スピリット・オブ・セントルイス」「リリエンタールグライダー」など。いずれも実在する名機をモデルにしたもので、エッチングによる精密な加工が施されており、接着剤を使わずに組み立てることができる。

## 公式サイト
- 公式サイト
- ブログ